# Ludi publici
Ludi publici (lat. für „öffentliche Spiele“; kurz: Ludi) waren zur öffentlichen Unterhaltung abgehaltene Spiele im Römischen Reich, häufig in Verbindung mit großen Festen oder Feiern. Die ersten Ludi waren Zirkusspiele (ludi circenses) mit Wagenrennen, die im 5. Jahrhundert v. Chr. im römischen Circus Maximus stattfanden. Später kamen Tierhetzen, Theatervorführungen (ludi scaenici) und Gladiatorenkämpfe (ludi gladiatorii) hinzu.
Jährlich abgehaltene Ludi waren zum Beispiel
- die Ludi Apollinares vom 6. bis 13. Juli zu Ehren des Gottes Apollo,
- die Ludi Augustales vom 3. bis 12. Oktober zu Ehren des Kaisers Augustus,
- die Ludi Cereris vom 12. bis 19. April zu Ehren der Göttin Ceres,
- die Ludi Consualia am 21. August und 15. Dezember zu Ehren des Gottes Consus,
- die Ludi Florales vom 28. April bis zum 4. Mai zu Ehren der Göttin Flora,
- die Ludi Megalenses vom 4. bis 11. April zu Ehren der Magna Mater,
- die Ludi Piscatores im Juni,
- die Ludi Plebeii vom 4. bis zum 17. November,
- die Ludi Romani vom 4. bis zum 19. September zu Ehren des Gottes Jupiter,

während die Ludi Capitolini und die Ludi Secularaes unregelmäßig stattfanden.
Der römische Satiriker Juvenal (1. bis 2. Jahrhundert n. Chr.) kritisierte, das römische Volk sei entpolitisiert gewesen und habe sich nur noch „Brot und Zirkusspiele“ gewünscht – panem et circenses. Dieser Ausdruck wurde als „Brot und Spiele“ zum geflügelten Wort, ebenso wie der Eröffnungsspruch ludi incipiant („Die Spiele mögen beginnen“).